# Dipartimento di Cainguás
Cainguás è un dipartimento argentino, situato nel centro della provincia di Misiones, con capoluogo Campo Grande.
Esso confina a nord con i dipartimenti di Montecarlo e Libertador General San Martín; a est con il dipartimento di Guaraní; a sud con il dipartimento di Veinticinco de Mayo; a ovest con i dipartimenti di Oberá e San Ignacio
Secondo il censimento del 2010, su un territorio di 1.558 km², la popolazione ammontava a 53.403 abitanti.
Municipi del dipartimento sono:
- Aristóbulo del Valle
- Dos de Mayo
- Campo Grande